# Landschaftsschutzgebiet Asmecker Bachtal
Das Landschaftsschutzgebiet Asmecker Bachtal mit einer Flächengröße von 569,26 ha befindet sich auf dem Gebiet der kreisfreien Stadt Hagen in Nordrhein-Westfalen. Das Landschaftsschutzgebiet (LSG) wurde 1994 mit dem Landschaftsplan der Stadt Hagen vom Stadtrat von Hagen ausgewiesen.

## Beschreibung
Das LSG grenzt im Osten direkt an die A 45. Jenseits der A 45 liegt das Landschaftsschutzgebiet Egge. Im Westen bildet die B 54 und die Bebauung von Hagen-Dahl die Grenze zum Landschaftsschutzgebiet Eilper Berg/Langenberg. Im Norden bildet die L 693 die Grenze im nordöstlichen Bereich. Weiter westlich geht das LSG über die L 693 hinaus und grenzt an einen Friedhof und das Naturschutzgebiet Hardt. Der nördlichste Zipfel umfasst dann noch einen Waldbereich bis fast zur Straße Hinter den Gärten. Im Süden geht das LSG bis zum Landschaftsschutzgebiet Brantenberg, Stapelberg.
Im LSG liegen hauptsächlich Waldbereiche und kleinere landwirtschaftliche Flächen. In dem Gebiet liegen die beiden denkmalgeschützten ehemaligen Bauernhöfe Brake und Auf dem Stein. Auch ein ehemaliger Steinbruch gehört zum Schutzgebiet.

## Schutzzweck
Laut Landschaftsplan erfolgte die Ausweisung „zur Erhaltung und Wiederherstellung der Leistungsfähigkeit des Naturhaushaltes, insbesondere durch Sicherung wertvoller Waldgesellschaften besonders im Bereich des Asmecker-Bachtales, wegen der Vielfalt, Eigenart und Schönheit des Landschaftsbildes und wegen der besonderen Bedeutung des Waldgebietes für die auf Naturerlebnis ausgerichtete Erholungsnutzung für die Bewohner der Ortslage Dahl“.